# Gemma Galgani
Marija Gemma Umberta Pia Galgani (Borgo Nuovo, 12. ožujka 1878. – Lucca, 11. travnja 1903.), talijanska mističarka i svetica.

## Životopis
Rođena je 12. ožujka 1878. u selu Borgo Nuovo u Italiji. Bila je kći siromašnog ljekara. Zbog majčine bolesti, smjestili su ju u internat kad joj je bilo tek dvije i pol godine. Dok je boravila u internatu, umrla joj je majka i dva brata, od kojih je jedan bio bogoslov. Nakon očeve smrt, od svoje 17 godine brinula je o sedmero braće i sestara. U svojoj dvadesetoj godini oboljela je od tuberkuloze, molila se sv. Gabrijelu od Žalosne Gospe i ozdravila. Imala je stigme na rukama i nogama, bila je vizionarka, mogla je vidjeti svog anđela čuvara.
U svojem kratkom životu prošla je kroz mnoge kušnje. U jednom pismu tako piše: "Demon me tukao cijelu noć... govorio je: 'Za tebe više nema nade: ti si u mojoj vlasti!" Odgovorih da se nimalo ne bojim jer je Bog milosrdan. Tada mi, pjeneći se od bijesa, zada vrlo snažan udarac u glavu, te isčezne vičući: "Budi prokleta!'"
Premda je to željela, nije primljena u red pasionista, zbog krhkoga zdravlja, kao ni stoljeće prije nje sveti Benedikt Josip Labre, kojeg su u svoje redove odbili primiti i kartuzijanci i cisterciti, tumačeći da je "previše miran" i "nedovoljno svet". Umrla je iscrpljena pokorničkim životom 11. travnja 1903.
Blaženom ju je 14. svibnja 1933. proglasio papa Pio XI, a svetom 2. svibnja 1940. papa Pio XII. Zaštitnica je studenata, farmaceuta, oboljelih od tuberkuloze i djece koja su rano ostala bez roditelja.

## Vanjske poveznice
- Sv. Gemma Galgani o pouci koju joj je Krist dao o vrlo teškim iskušenjima koja će morati proći
- Giuseppe di Luca: Sveta Gemma Galgani, Zagreb, 2015.[neaktivna poveznica]
- Trodnevnica svetoj Gemmi Galgani  Arhivirana inačica izvorne stranice od 6. svibnja 2016. (Wayback Machine)
- Sveta GEMMA GALGANI, djevica (1878.-1903.)
- Sveta Gemma Galgani, mistična zaručnica Krista raspetoga
- Molitva sv. Gemmi Galgani